# Sven Vanthourenhout
Sven Vanthourenhout (Beernem, 14 januari 1981) is een Belgisch voormalig veldrijder en wegwielrenner. Hij was als profwielrenner actief tussen 2001 en 2016. Nadien werd hij ploegleider, onder meer Belgisch bondscoach van 2017 tot 2024. 

## Carrière

### Rennerscarrière
Sven Vanthourenhout is geboren en woont in Brugge, maar woonde ook lange tijd in Beernem. Hij werd beroepsrenner in het jaar 2001, toen hij begon bij de Domo-Farm Frites ploeg. De Belg twijfelde een tijd tussen op de weg of veldrijden. Tot eind 2004 reed Vanthourenhout voor de Quick Step-Davitamon ploeg van manager Patrick Lefevere. Na onenigheid met Lefevere over zijn wedstrijdprogramma, stapte hij per 1 januari 2005 over naar de Rabobank Wielerploeg om zich toe te leggen op het veldrijden. Bij het veldrijden zijn zijn favoriete wedstrijden Ruddervoorde en Koksijde. Op de weg verkiest hij Parijs-Roubaix en de Ronde van Vlaanderen. Zijn favoriete sporten naast het wielrennen zijn voetbal, tennis en atletiek. 
Sinds 1 januari 2007 reed hij voor Sunweb-ProJob, het team van Jurgen Mettepenningen. Daar werd hij ploegmaat van Tom Vannoppen, David Willemsens en Jan Verstraeten. In 2011 trok hij naar Landbouwkrediet (sinds 1 januari 2013 Crelan-Euphony genoemd), de ploeg van onder anderen Sven Nys. In dat jaar won hij de Parkcross te Maldegem. Hij stopte als renner in februari 2016.

### Ploegleider
In februari 2016 zette Vanthourenhout , op zijn 35e, een punt achter zijn wielercarrière en werd kort erna ploegleider bij de veldritploeg Telenet-Fidea. Op 1 augustus 2017 werd hij Belgisch bondscoach bij de veldrijders en in november 2020 kreeg de ex-wielerprof ook de elite en beloften bij de mannen op de weg onder zijn hoede. België won in totaal 99 medailles onder Vanthourenhouts bewind, die ermee stopte na het WK op de weg in september 2024.
In juli 2025 tekende hij bij Red Bull-BORA-hansgrohe als ploegleider.

## Privéleven
Sven Vanthourenhout vormt een koppel met Céline Maenhout. Eerder was hij getrouwd met Wendy Devos.

## Palmares

### Wegwielrennen
2002
- GP Briek Schotte

2006
- Württemberg Strasse

2008
- GP Raf Jonckheere

2015
- 2e etappe Ronde van Vlaams-Brabant

### Veldrijden
Overwinningen
| Seizoen   | Wereldbeker | Superprestige | Trofee veldrijden | WK  | BK    | Overige                                                  | Totaal aantal zeges |
| --------- | ----------- | ------------- | ----------------- | --- | ----- | -------------------------------------------------------- | ------------------- |
| 2001-2002 |             |               |                   | NVT | Brons | Veldegem                                                 | 1                   |
| 2002-2003 |             |               |                   | NVT | 6e    | Eernegem, Zonnebeke                                      | 2                   |
| 2003-2004 |             | Harnes        |                   | ↑   | 5e    | Veldegem, Otegem                                         | 3                   |
| 2004-2005 | Aigle       | Hamme-Zogge   |                   | ↑   | 5e    | Ardooie, Middelkerke, Eernegem, Otegem, Zonnebeke, Eeklo | 8                   |
| 2005-2006 |             |               |                   | 17e | 4e    | Wachtebeke, Middelkerke, Otegem, Zonnebeke               | 4                   |
| 2006-2007 |             |               |                   | 12e | 4e    | Eernegem, Torhout, Zonnebeke                             | 3                   |
| 2007-2008 |             |               |                   | 7e  | 9e    |                                                          | 0                   |
| 2008-2009 |             |               |                   | 7e  | 4e    |                                                          | 0                   |
| 2009-2010 |             |               |                   | DNS | 7e    | Asteasu                                                  | 1                   |
| 2010-2011 |             |               |                   | DNS | 6e    |                                                          | 0                   |
| 2011-2012 |             |               |                   | DNS | 4e    | Maldegem                                                 | 1                   |
| 2012-2013 |             |               |                   | DNS | -     |                                                          | 0                   |
| 2013-2014 |             |               |                   | DNS | DNF   |                                                          | 0                   |
| 2014-2015 |             |               |                   | DNS | 16e   |                                                          | 0                   |
| 2015-2016 |             |               |                   | DNS | 14e   |                                                          | 0                   |
|           |             |               |                   |     |       |                                                          |                     |
| Totaal    | 1           | 2             | 0                 | 0   | 0     | 20                                                       | 23                  |

Resultatentabel
| Seizoen   | Aantal zeges      | Regenboogtrui | Belgische kampioenstrui | WB  | SP  | Trofee | UCI    |
| --------- | ----------------- | ------------- | ----------------------- | --- | --- | ------ | ------ |
| 2001-2002 | 1 overwinning(en) | NVT           | Brons                   | 27e | 9e  | 14e    | -      |
| 2002-2003 | 2 overwinning(en) | NVT           | 6e                      | 9e  | 10e | 12e    | -      |
| 2003-2004 | 3 overwinning(en) | ↑             | 5e                      | 8e  | 4e  | 9e     | 8e     |
| 2004-2005 | 8 overwinning(en) | ↑             | 5e                      | NVT | ↑   | ↑      | Zilver |
| 2005-2006 | 4 overwinning(en) | 17e           | 4e                      | NVT | 4e  | 5e     | 9e     |
| 2006-2007 | 3 overwinning(en) | 12e           | 4e                      | NVT | 4e  | 7e     | 5e     |
| 2007–2008 | 0 overwinning(en) | DNS           | DNF                     | NVT | 9e  | 10e    | 7e     |
| 2008–2009 | 0 overwinning(en) | 7e            | 4e                      | 8e  | 11e | 10e    | 9e     |
| 2009–2010 | 1 overwinning(en) | DNS           | 7e                      | 21e | 10e | 11e    | 19e    |
| 2010–2011 | 0 overwinning(en) | DNS           | 6e                      | 40e | 10e | 11e    | 45e    |
| 2011–2012 | 1 overwinning(en) | DNS           | 4e                      | 24e | 11e | 8e     | 28e    |
| 2012–2013 | 0 overwinning(en) | DNS           | -                       | 62e | 18e | 20e    | 83e    |
| 2013–2014 | 0 overwinning(en) | DNS           | DNF                     | DNS | 19e | 19e    | 165e   |
| 2014–2015 | 0 overwinning(en) | DNS           | 16e                     | DNS | 14e | 7e     | 104e   |
| 2015–2016 | 0 overwinning(en) | DNS           | 14e                     | DNS | 30e | 23e    | 210e   |
| Totaal    | 23 overwinningen  | 0             | 0                       | 0   | 0   | 0      | 0      |

### Jeugd
Wereldkampioen veldrijden: 2001 (beloften)
 Belgisch kampioen veldrijden: 1998 & 1999 (junioren), 2001 (beloften)

## Onderscheiding
- Coach van het jaar: 2024[4][5]

Wielerploegen van Sven Vanthourenhout
Bruylandts · Cassani · Cretskens · De Clercq · De Wolf · Hoste · Kasjetsjkin · Kleynen · Knaven · Konečný · Magnusson · McEwen · Merckx · Milesi · Moerenhout · Museeuw · Orvalho · Peeters · Rodriguez · Tankink · Vainšteins  · van Heeswijk · Vanthourenhout · Vereecke · Virenque · Wadecki · Moeravjov (stagiair) · Steegmans (stagiair)
Blijlevens · Bruylandts · Cassani · Cretskens · De Wolf · Hoste · Kasjetsjkin · Kleynen · Knaven · Koerts · Konečný · Merckx · Milesi · Moerenhout · Museeuw · Rodriguez · Tankink · Vainšteins · van Bon · Van Goolen · van Heeswijk · Vandenbroucke · Vanthourenhout · Virenque · Wadecki · Nuyens (stagiair) · Rosseler (stagiair) · Vansummeren (stagiair)
Amorison · Bettini · Bodrogi · Boonen · Bramati · Cañada · Clerc · Cretskens · Horrillo · Hulsmans · Kasjetsjkin · Knaven · Museeuw · Nuyens · Paolini · Passuello · Rogers   · Sinkewitz · Tankink · Van de Wouwer · Van Goolen · Vandenbroucke · Vanthourenhout · Virenque · Wadecki · Desmedt (stagiair) · Moeravjov (stagiair) · Rusconi (stagiair) · Yates (stagiair)
Amorison · Bettini  · Bodrogi · Boonen · Bramati · Clerc · Cretskens · De Fauw · Dufaux · Garrido · Horrillo · Hulsmans · Knaven · Mercado · Museeuw (tot 14/04) · Nuyens · Paolini · Pecharroman · Rogers    · Sinkewitz · Tankink · Van Goolen · Vanthourenhout · Virenque · Zanini · Kemps (stagiair) · Starzengruber (stagiair) · Weylandt (stagiair)
Bettini  · Boonen  · Bramati · Christensen · Cretskens · De Fauw · De Weert · Engels · Garrido · Hulsmans · Knaven · Lotz · Mercado · Moreni · Nuyens · Paolini · Pecharroman · Pozzato · Rogers     · Rosseler · Sinkewitz · Tankink · Trenti · Van Goolen · Vanthourenhout (tot 28/02) · Verbrugghe · Viganò · Weylandt · Zanini · Melis (stagiair) · Neirynck (stagiair) · Santaromita (stagiair)
Aernouts ·
Boom ·
Clement ·
Dekkers ·
F. van Dulmen ·
T. van Dulmen ·
Elijzen ·
Groenendaal · 
Heijboer ·
de Knegt (tot 28/02) ·
Kozontsjoek ·
Leezer ·
de Maar ·
Nys ·
Pauwels ·
Reus ·
Stamsnijder ·
Vanthourenhout ·
van der Velde · 

van der Ven ·
Veelers ·
Walker
Aernouts ·
de Baat ·
Boom ·
van Dulmen ·
Duijn ·
van Emden ·
Flens ·
Gesink ·
Groenendaal · 
de Knegt ·
Kozontsjoek ·
Leezer ·
Maaskant ·
Nys ·
Popov ·
Reus (tot 30/06) ·
Ruijgh ·
Stamsnijder ·
Vanthourenhout ·
van der Velde ·
Veelers ·
Walker (tot 30/06)
de Caluwe · Debusschere · Geluykens · Page · Schoonacker · Van Compernolle · Van Dael · Vannoppen · Vanthourenhout · Verstraeten · Willemsens
Debusschere · Eeckhout · Geluykens · Kloucek · Page · Schoonacker · Van Compernolle · Van Dael · Van Der Linden · Vanthourenhout · Vantornout · Verstraeten
Beelen · Bossuyt · Eeckhout · Eising · Kloucek · Polnický · Schoonacker · Van Compernolle · Van Dael · van den Brand · Vanthourenhout · Vantornout · Vernaeckt
Beelen · Boden · Bossuyt · Braet · De Clercq · Eeckhout · Eising · Kloucek · Polnický · Van Compernolle · Van Dael · van den Brand · Vanthourenhout · Vantornout · Vernaeckt · Zlámalík
Aernouts · Beelen · Boden · Bossuyt · Braet · De Clercq · Eeckhout · Eising · Merlier · Pauwels · Polnický · Vanthourenhout · Vantornout · Zlámalík
Amorison · Baestaens · Barbé · Bellemakers · Breyne · Cammaerts · Commeyne · De Waele · Dekkers · Delfosse · Dockx · Gourgue · Helminen · Honig · Juodvalkis · Kruopis · Nys · K. Peeters · Planckaert · Scheirlinckx · Stallaert · Traksel · Vanthourenhout · Verheyen
Amorison · Baestaens · Barbé · Bellemakers · Breyne · Bueken · Claeys · Cohnen · Commeyne · Delfosse · Devillers · De Waele · Helminen · Honig · Hovelijnck · Juodvalkis · Nys · K. Peeters · Planckaert · Stallaert · Traksel · Vanthourenhout · Backaert (stagiair) · Van Driessche (stagiair)
Amorison · Baestaens · Barbé · Breyne · Bueken · Claeys · Delfosse · Devillers · Honig · Hovelijnck · Juodvalkis · Nys · K. Peeters · Planckaert · Prémont · Stallaert · Steels · Sys · Vanherck · Vanthourenhout · Vantomme · Claes (stagiair) · David (stagiair) · Verwaest (stagiair)
Nys · Vanthourenhout
Nys · Vanthourenhout
Nys (tot 28/02) · Vanthourenhout (tot 28/02)